# آزردگان
آزردگان یا توهین و تحقیرشدگان (به روسی: Униженные и оскорблённые، به انگلیسی: Humiliated and Insulted) رمانی نوشتهٔ فیودور داستایفسکی است که اولین بار در سال ۱۸۶۱ در مجلهٔ ماهانهٔ ورمیا منتشر شد. اولین بار در سال ۱۳۲۷ مشفق همدانی این رمان را تحت عنوان ((آزردگان)) از فرانسوی به فارسی ترجمه کرد. پس از آن، این رمان با همین عنوان یا باعناوین دیگر، بارها به فارسی ترجمه شده‌است، از جمله:
آزردگان: ترجمه عنایت شکیباپور انتشارات دنیای کتاب از فرانسوی به فارسی ۱۳۶۱
آزردگان: ترجمه فهیمه حصارکی انتشارات نگارستان کتاب ۱۳۹۱
تحقیر و توهین شده‌ها: ترجمه پرویز شهدی انتشارات مجید (به سخن) از فرانسوی به فارسی ۱۳۹۴
رنج‌کشیدگان و خوارشدگان: ترجمه محسن کرمی انتشارات نیلوفر از انگلیسی به فارسی ۱۳۹۴
استاریکووا در مقدّمه‌ای که بر ترجمهٔ انگلیسی این کتاب نوشته می‌گوید:
برادران کارامازوف، جنایت و مکافات، و ابله بزرگ‌ترین رمان‌های داستایفسکی اند، و آزردگان دریچه‌ای است به جهان نویسنده‌ای بزرگ، طرح‌ونقشه‌ای وسیع برای بوم‌هایی عظیم که از پی خواهند آمد. به عقیده‌ی من، هر که خواندن داستایفسکی را با آزردگان آغاز کند بختیار است؛ از جای درستی آغاز کرده؛ خاصه اگر جوان هم باشد. در این مورد، از پیچیدگی بی‌حدّوحصر و سرشاری فلسفی رمان‌های بزرگ داستایفسکی به وحشت نمی‌افتد و، از هر لحاظ، فرصت‌ومجال آن را دارد که درک عمیقی به دست آورد از فضای عاطفی جهان بی‌اندازه پیچیده‌ای که آزردگان تنها از وجهی بدان راه می‌بَرَد. امّا خواننده، چون به این جهان وارد شود، درمی‌یابد که به جایی ماندگار و بنابراین مهمّ و معنادار نزدیک شده‌است، همان‌جایی که داستایفسکی دل‌مشغول آن بود. امّا، البتّه، راه دیگری هم برای آشنایی با جهان داستایفسکی هست. می‌توان آزردگان را بعد از آن رمان‌های بزرگ خواند و لذّتی کاملاً متفاوت از آن برد، با کشف جوانه‌های آنچه بعدها شخصیّت‌ها و فکرت‌هایی بلندآوازه و جهانی می‌شوند.
رمان اینگونه آغاز می‌شود: (ترجمه محسن کرمی)
سال گذشته، در غروب بیست‌ودوم مارس، تجربهٔ بسیار غریبی از سر گذراندم. تمام آن روز، شهر را در پی یافتن یک منزل اجاره‌ای زیر پا گذاشته بودم. منزل قبلی‌ام خیلی نمور بود و نرم نرمک داشتم به سرفه‌های سختی دچار می‌شدم که خبر از چیز نحسی می‌دادند. از پاییز قصد نقل‌مکان داشتم، امّا تا بهار لفتش داده و این دست و آن دست کرده بودم. همهٔ روز نتوانسته بودم هیچ مورد مناسبی پیدا کنم. در وهلهٔ اوّل، یک ملک مستقلّ می‌خواستم، نه اتاقی در خانهٔ دیگران؛ در وهلهٔ بعد، حتّی اگر فقط یک اتاق هم بود، می‌بایست اتاقی بزرگ باشد و، البتّه، تا حدّ امکان هم ارزان. به تجربه دریافته‌ام که در جاهای تنگ حتّی دامنهٔ فکر آدمی هم تنگ می‌شود. و مایل بودم که وقتی به داستان‌های آینده‌ام فکر می‌کنم توی اتاق بالا و پایین بروم. باری، همیشه خوش دارم که، به جای نوشتن آثارم، غرق در فکر کردن به آن‌ها شوم و در این رؤیا غوطه بخورم که چگونه از آب درخواهند آمد. و این واقعاً از تنبلی و سستی نیست. نمی‌دانم از چیست.
تمام روز ناخوش‌احوال بودم و نزدیک غروب که شد احساس کردم که دیگر واقعاً سخت بیمارم: آغاز یک جور تب بود. وانگهی، کلّ روز سرپا بودم و خسته شده بودم. دم‌دمای غروب، درست پیش از آنکه هوا تاریک شود، مشغول قدم زدن در خیابان ووزنیسینسْکی پراسپکت بودم. آخر، عاشق خورشید مارس پطرزبورگم، خاصه غروب خورشیدش، آن‌ هم در هوایی سرد و آسمانی صاف. به ناگاه کلّ خیابان برق زد و غرق روشنایی تابناکی شد. گویی همهٔ خانه‌ها به درخششی ناگهانی روشن شده بودند. رنگ‌های خاکستری، زرد، و سبز کدرشان برای لحظه‌ای تیرگی خود را باختند؛ تو گویی همه چیز روشن‌تر می‌نمود، انگار مبهوت شده باشی، یا کسی با آرنج به پهلویت زده باشد.
نگرشی تازه در کار است، انبوهی از افکار نو…. حیرتا که یک پرتو نور می‌تواند با آدمی چه کارها بکند!
امّا پرتو نور فرو مرد؛ سوز سرما شدّت گرفت و به حفره‌های بینی‌ام دوید؛ تاریکی عمیقتر شد؛ و مغازه‌ها چراغ‌گازهایشان را روشن کردند. به مغازهٔ مولر که رسیدم، یعنی قنّادی مولر، ناگهان در جا خشکم زد و به آن سوی خیابان خیره ماندم، تو گویی دلشورهٔ وقوع عن‌قریب حادثه‌ای شگفت به جانم افتاده بود و از پیش می‌دانستم که چیزی در راه است؛ و در همان لحظه پیرمرد را با سگش، در آن سوی خیابان، دیدم. خوب یادم هست که احساس ناخوشایندی قلبم را چنگ زد، احساسی که خودم هم نمی‌توانستم بگویم چیست.